# السديرة (محافظة بدر)
السديرة؛ مركز إداري من مراكز محافظة بدر في منطقة المدينة المنورة في السعودية، تقع غرب المدينة المنورة.